# East Lynne (film fra 1913)
 For alternative betydninger, se East Lynne. (Se også artikler, som begynder med East Lynne)
East Lynne er en britisk stumfilm fra 1913 af Bert Haldane.

## Medvirkende
- Blanche Forsythe som Lady Isobel.
- Fred Paul som Archibald Carlyle.
- Fred Morgan som Levison.
- Rachel de Solla som Cornelia Carlyle.
- May Morton som Joyce.